# Ben Sharpsteen
Benjamin Sharpsteen, dit Ben Sharpsteen, est un animateur, réalisateur, producteur et scénariste américain né le 4 novembre 1895 à Tacoma, État de Washington et mort le 20 décembre 1980 à Calistoga en Californie (États-Unis).
Steven Watts attribue à Ben Sharpsteen une part importante dans les différents projets d'évolutions des productions du studio durant les années 1940 mais surtout 1950 : les courts métrages éducatifs, la série True-Life Adventures, Cendrillon et Alice au pays des merveilles. Pour beaucoup, il était juste au-dessous de Walt Disney dans la hiérarchie du studio.

## Biographie
Ben Sharpsteen rejoint les studios Disney en 1929 comme animateur, sur Mickey Mouse mais surtout les Silly Symphonies. Il fait partie des animateurs débauchés des studios newyorkais par Disney dans les années 1920 et 1930 comme Dick Huemer, Burton Gillett, Ted Sears, George Stallings et Bill Tytla.
À partir de 1931, Ben Sharpsteen et David Hand deviennent les responsables d'équipes d'apprentis principalement sur les Silly Symphonies, et sont concernés à ce titre comme les premiers formateurs des animateurs des studios Disney, avant la mise en place de cours du soir, assurés par Donald W. Graham en 1932. En 1934, après le départ de Burton Gillett, Ben Sharpsteen est nommé producteur sur la plupart des longs métrages, et Steven Watts lui attribue une part importante dans les différents projets d'évolution des productions du studio des années 1940 et surtout des années 1950. Ben Sharpsteen influence les productions du studio en produisant des courts métrages éducatifs, la série True-Life Adventures, Cendrillon et Alice au pays des merveilles. Pour beaucoup, il était juste au-dessous de Walt dans la hiérarchie du studio.
En mai 1935, il réalise sa première Silly Symphonies, le Carnaval des gâteaux. Il sera réalisateur durant quatre ans dont celui d'une séquence pour Blanche-Neige et les Sept Nains (1937), avant de devenir superviseur de réalisation sur les longs métrages.
Après la réalisation de quelques-uns des épisodes des séries True-Life Adventures et People and Places, il quitte les studios Disney en 1959. Peu après, Walt Disney a rendu visite à Sharpsteen dans une ferme du nord de la Californie, a discuté des possibilités d'aménagement du terrain puis est parti en oubliant un objet emballé sur une table. Mal à l'aise avec les remerciements, Disney avait trouvé ce moyen pour offrir à Ben Sharpsteen l'oscar reçu pour le court métrage documentaire Ama Girls (1958) pour lequel Sharpsteen s'était beaucoup investi.

## Filmographie

### comme réalisateur
- 1920 : The Village Blacksmith
- 1920 : Dr. Jekyll and Mr. Zip
- 1934 : Mickey tireur d'élite (Two-Gun Mickey)
- 1935 : Les Joyeux Mécaniciens (Mickey's Service Station)
- 1935 : Carnaval des gâteaux (The Cookie Carnival)
- 1935 : Mickey pompier (Mickey's Fire Brigade)
- 1935 : Mickey patine (on Ice)
- 1935 : Cock o' the Walk
- 1935 : Broken Toys
- 1936 : Partie de campagne (Orphans' Picnic)
- 1936 : Le Déménagement de Mickey (Moving Day)
- 1936 : Le Cirque de Mickey (Mickey's Circus)
- 1936 : Donald et Pluto (Donald and Pluto)
- 1937 : Le mouton devient loup (The Worm Turns)
- 1937 : Don Donald
- 1937 : Chasseurs d'élans (Moose Hunters)
- 1937 : Vacances à Hawaï (Hawaiian Holiday)
- 1937 : Nettoyeurs de pendules (Clock Cleaners)
- 1937 : Les Quintuplés de Pluto (Pluto's Quin-puplets)
- 1937 : Blanche-Neige et les Sept Nains (Snow White and the Seven Dwarfs), réalisateur de séquence
- 1938 : Constructeurs de bateau (Boat Builders)
- 1938 : La Remorque de Mickey (Mickey's Trailer)
- 1938 : Trappeurs arctiques (Polar Trappers)
- 1938 : La Chasse au renard (The Fox Hunt)
- 1940 : Pinocchio
- 1940 : Fantasia
- 1941 : Dumbo
- 1942 : Out of the Frying Pan Into the Firing Line
- 1952 : Les Oiseaux aquatiques (Water Birds)
- 1955 : Switzerland
- 1957 : Lapland
- 1959 : Mysteries of the Deep
- 1979 : Mickey Mouse Disco

### comme animateur
- 1929 : La Locomotive de Mickey (Mickey's Choo-Choo)
- 1929 : El Terrible Toreador
- 1930 : Cannibal Capers
- 1930 : Frolicking Fish
- 1930 : Arctic Antics
- 1930 : Midnight in a Toy Shop
- 1930 : Monkey Melodies
- 1930 : Winter
- 1930 : Playful Pan
- 1931 : Woody goguenarde (Birds of a Feather)
- 1931 : Les Chansons de la mère l'oie (Mother Goose Melodies)
- 1931 : L'Assiette de porcelaine (The China Plate)
- 1931 : En plein boulot (The Busy Beavers)
- 1931 : The Cat's Nightmare
- 1931 : Mélodies égyptiennes (Egyptian Melodies)
- 1931 : The Clock Store

### comme producteur
- 1940 : Fantasia
- 1953 : Le Désert vivant (The Living Desert)
- 1953 : Everglades, monde mystérieux (Prowlers of the Everglades)
- 1953 : Au pays des ours (Bear Country)
- 1954 : Siam
- 1954 : La Grande Prairie (The Vanishing Prairie)
- 1955 : Men Against the Arctic
- 1955 : Lions d'Afrique (The African Lion)
- 1956 : Les Secrets de la vie (Nature's Secrets of Life)
- 1957 : Portugal
- 1958 : Ama Girls
- 1958 : Le Désert de l'Arctique (White Wilderness)
- 1959 : Nature's Strangest Creatures
- 1975 : The Best of Walt Disney's True-Life Adventures

### comme scénariste
- 1952 : Les Oiseaux aquatiques (Water Birds)

## Récompenses
- Un Oscar du meilleur court-métrage documentaire pour Ama Girls en 1958[4].